# Российский совет олимпиад школьников
Российский Совет олимпиад школьников (РСОШ) — всероссийский общественный орган, осуществляющий системную работу по развитию и координации проведения олимпиад и других интеллектуальных соревнований, направленных на поиск, поддержку и сопровождение в течение периода становления талантливых детей и молодёжи. Под эгидой Совета олимпиад проводятся олимпиады школьников, входящие в Перечень Минобрнауки РФ. Впоследствии планируется развить систему состязаний студентов, аспирантов и молодых учёных.
В соответствии с решениями совместного заседания президиумов Государственного совета, Совета по культуре и искусству и Совета по науке, технологиям и образованию, которое состоялось 22 апреля 2010 г., олимпиадное движение стало основой формирования общероссийской системы поиска и содействия развитию одарённых детей и молодёжи.
Председателем РСОШ является ректор МГУ имени М. В. Ломоносова, академик Виктор Антонович Садовничий.

## Создание
Российский совет олимпиад школьников был образован в 2007 году Российским Союзом ректоров, Министерством образования и науки Российской Федерации и Российской Академией наук в соответствии с приказом Минобрнауки России от 22 октября 2007 г. № 285, утвердившим Порядок проведения олимпиад школьников.

## Принципы организации деятельности
РСОШ является организацией, реализующей в качестве постулата своей работы принцип государственно-общественного партнёрства: общее организационно-техническое и научно-методическое сопровождение деятельности Совета осуществляет Российский Союз ректоров (РСР); экспертную работу и оценку качества соревнований производит вузовское и академические сообщество при контроле Министерства образования и науки Российской Федерации; персональный состав Совета олимпиад утверждается Минобрнауки России (по представлению (РСР).
В своей работе РСОШ следует принципу стратегического межвузовского взаимодействия, направленного на интеллектуальное развитие российского общества.
Безусловными основаниями работы РСОШ является обеспечение доступности олимпиад школьников и других интеллектуальных соревнования для детей и молодёжи вне зависимости от территорий их проживания, материального достатка, социального положения и физических возможностей. РСОШ выступает за создание системы организационной поддержки участия в олимпиадах талантливых детей-инвалидов, детей-сирот, а также детей из семей, оказавшихся в трудной жизненной ситуации.
Все олимпиады, проводимые под эгидой РСОШ, являются бесплатными.
Нормативно-правовые акты, связанные с деятельностью РСОШ, такие, как Приказ Министерства образования и науки Российской Федерации «Об утверждении Порядка проведения олимпиад школьников» (№ 285 с изменениями от 11.10.2010 г.), Приказ Министерства образования и науки Российской Федерации «Об утверждении состава Российского совета олимпиад школьников» от 26.04.2011 г. № 1530, Приказ Министерства образования и науки Российской Федерации «Об утверждении Перечня олимпиад школьников на 2013—2014 учебный год» от 30.12.2013 г. № 1421 и другие, представлены на сайте Российского совета олимпиад школьников.

## Состав
Персональный состав Российского Совета олимпиад школьников утверждается Министерством образования и науки Российской Федерации по представлению общероссийской общественной организации «Российский Союз ректоров». 26 апреля 2010 года Министр образования и науки России А. А. Фурсенко приказом № 448 утвердил обновлённый состав Российского совета олимпиад школьников. Приказом сохранен основной состав Совета олимпиад, а также подтверждены полномочия академика В. А. Садовничего в качестве его Председателя.
В состав РСОШ входят представители российской интеллектуальной элиты, авторитетные представители образовательного и научного сообщества России, видные государственные и общественные деятели, а также деятели культуры. Под их организационным и экспертным руководством по всей стране проходят интеллектуальные соревнования школьников. Такой подход к формированию состава РСОШ позволяет обеспечить открытость олимпиадных процессов, а высокий профессионализм членов РСОШ является гарантией объективности формирования системы интеллектуальных соревнований и, соответственно, отбора талантливых детей.
В 2010—2011 годах в состав Совета впервые вошли заместитель Министра юстиции РФ Д. В. Костенников, директор Института языкознания РАН В. А. Виноградов, генеральный директор Государственного историко-культурного музея-заповедника «Московский Кремль» Е. Ю. Гагарина, трехкратная олимпийская чемпионка И. К. Роднина, академик-секретарь Отделения математических наук РАН Л. Д. Фаддеев, председатель комитета Государственной Думы по науке и наукоемким технологиям, академик РАН В. А. Черешнев, научный руководитель математического направления средней образовательной школы № 179, президент олимпиады школьников «Турнир городов» Н. Н. Константинов, победитель Всероссийского конкурса «Учитель года-2009», учитель математики средней общеобразовательной школы № 5 г. Магнитогорска Н. С. Никифорова, лауреат Премии Президента России для молодых учёных Н. Н. Андреев.

## Динамика олимпиадного движения
Старт школьному олимпиадному движению под эгидой РСОШ был дан в 2008—2009 учебном году. Перечень олимпиад школьников на 2008—2009 учебный год состоял из 120 олимпиад, проводимых во всех федеральных округах, за исключением Дальневосточного. В олимпиадах РСОШ приняли участие 423 604 участника.
В Перечень олимпиад на 2009—2010 учебный год вошли 87 олимпиад, которые прошли в семи федеральных округах России, за исключением вновь созданного Северо-Кавказского федерального округа. В целом в 2009—2010 учебном году в олимпиадах приняли участие почти 500 тысяч человек, что на 17 % больше, чем в предыдущем.
Дипломантами (победителями и призёрами) стали 23 тысячи школьников-учащихся выпускных классов. Из них, согласно информации, предоставленной российскими вузами, воспользовались льготами при поступлении 16 392 человека. 8114 человек (1,6 % всего бюджетного приема в вузы Российской Федерации) были зачислены без вступительных испытаний.
В Перечень олимпиад на 2010—2011 учебный год вошли 77 олимпиад, которые прошли в восьми федеральных округах России. В целом в 2010—2011 учебном году в олимпиадах приняли почти 700 тысяч человек, что на 41 % больше, чем в предыдущем.
В Перечень олимпиад школьников на 2011—2012 учебный год вошли 79 олимпиад школьников, которые проходят во всех федеральных округах России. В отборочном этапе олимпиад школьников под эгидой РСОШ в 2011—2012 учебном году приняли участие более 700 000 школьников.
В 2012—2013 учебном году в перечень олимпиад школьников было включено 53 олимпиады, которые проходят во всех федеральных округах России.
В 2013—2014 учебном году в перечень вошли 73 олимпиады, охватывающие регионы всех федеральных округов.

## Экспертная система
В рамках РСОШ действует 20 экспертных комиссий по отдельным предметам (математика, физика, химия и др.) и комплексам предметов (социальные и гуманитарные науки, культура и искусство, техника и технологии, естественные науки). 13 из них возглавляют члены РАН.
В задачи предметных экспертных комиссий входит анализ заявок организаторов олимпиад на включение в Перечень олимпиад школьников с точки зрения истории олимпиады, качества задач, уровня организации и ресурсов. Особое внимание уделяется творческому характеру заданий, ведь олимпиады призваны, в первую очередь, раскрывать таланты детей, выявлять их способность к творческому подходу при решении сложных задач. Голосование экспертов проходит в электронном виде по индивидуальному паролю через специализированный портал.
В настоящее время экспертизу заявок на проведение олимпиад школьников осуществляют более 350 экспертов, в том числе 32 академика РАН и 34 члена-корреспондента РАН.
Экспертные комиссии РСОШ осуществляют экспертизу материалов, представленных организаторами олимпиад школьников, на основе качественных критериев:
- творческий характер и новизна заданий олимпиады, их направленность на выявление интеллектуального потенциала, аналитических способностей и креативности мышления участника;

- профессиональная квалификация и опыт работы по профилю олимпиады членов оргкомитета олимпиады, методической комиссии и жюри;

- традиции олимпиады и уровень методической базы её проведения;

- возрастной диапазон участников олимпиады;

- соответствие уровня олимпиадных заданий общеобразовательным программам основного общего и среднего (полного) образования;

- соответствие представленных документов об олимпиаде фактическим данным;

- качество информационного обеспечения, степень открытости информации и общественный имидж олимпиады.

В 2010—2011 учебном году Российским советом олимпиад школьников были предприняты серьёзные меры по повышению контроля качества олимпиад школьников и развитию экспертной системы, в том числе:
1. Осуществлена ротация составов экспертных комиссий в направлении расширения участия экспертов Российской Академии наук и научно-образовательного сообщества регионов.
2. Организация выездных инспекций РСОШ в места проведения заключительных этапов олимпиад (в 2009/2010 учебном году проведены проверки 69 из 87 (79 %) олимпиад школьников, включенных в Перечень олимпиад школьников на 2009—2010 учебный год, в 2010/2011 учебном году проверено свыше 80 % олимпиад Перечня).
3. Организация работы «горячих линий» РСОШ, в рамках которых оперативно рассматриваются заявления и жалобы участников олимпиад школьников, также разрешаются текущие рабочие вопросы организаторов олимпиад школьников.
4. Экспертиза каждой олимпиадной заявки осуществляется независимо не менее двумя экспертными комиссиями, состоящими из 5 и более экспертов, представляющих не менее 3 федеральных округов.
5. Исключение возможности участия экспертов в рассмотрении олимпиадной заявки своего вуза.

## Направления деятельности Российского совета олимпиад школьников
- Эффективная координация интеллектуальных соревнований в Российской Федерации, проводимых под эгидой РСОШ высшими учебными заведениями, органами государственной власти, государственными высокотехнологичными компаниями.

- Расширение масштабов и охвата олимпиадного движения, охват олимпиадами школьников детей и молодёжи стран СНГ и Балтии.

- Развитие сотрудничества РСОШ и организаторов олимпиад с субъектами Российской Федерации, общественными и деловыми организациями в части поддержки участников олимпиад из числа детей-инвалидов, детей-сирот и детей из семей, оказавшихся в трудной жизненной ситуации.
- Развитие междисциплинарного и профориентационного характера интеллектуальных соревнований, в том числе посредством включения в процессы организации олимпиад представителей государственных предприятий.

- Предоставление индивидуальных образовательных траекторий для студентов-победителей и призёров олимпиад.

- Развитие интернет-представительства РСОШ и дистанционных форм проведения соревнований.

- Формирование позитивного имиджа олимпиадного движения и популяризация олимпиадного движения в среде школьников и молодёжи.